# Финикс, Бет
Эли́забет Ко́упленд (англ. Elizabeth Copeland, в девичестве Коца́нски (англ. Kociański), род. 24 ноября 1980, Элмайра, Нью-Йорк) — американская женщина-рестлер, известная под именем Бет Фи́никс. Наибольшую известность получила выступая в World Wrestling Entertainment (WWE), где трижды становилась чемпионом WWE среди женщин, а также чемпионом среди Див.
Коцански успешно занималась борьбой в средней школе, выиграв несколько турниров, после чего её начали обучать рестлингу в школе All Knighters. После своего дебюта в мае 2001 года она выступала в многочисленных независимых промоушенах. Она также выступала на первых в истории шоу Shimmer Women Athletes. В 2004 году она начала работать в Ohio Valley Wrestling (OVW), а в октябре 2005 года подписала контракт на развитие с WWE. В мае 2006 года она дебютировала на шоу Raw, но в следующем месяце получила перелом челюсти. В результате она перенесла множество операций и вернулась в OVW для дальнейшего обучения. Там она дважды выиграла женское чемпионство OVW, хотя её второй титул не был официально признан.
Она вернулась на Raw в июле 2007 года, и её усиленно продвигали, она доминировала над другими дивами WWE и получила прозвище «Гламазонка». Она выиграла свой первый титул чемпиона WWE среди женщин на октябрьском шоу No Mercy и удерживала его в течение шести месяцев. Затем у неё завязались экранные отношения с Сантино Мареллой, и в августе 2008 года она во второй раз выиграла женское чемпионство и удерживала его до января 2009 года. В январе 2010 года на Royal Rumble она стала второй женщиной в истории этого шоу, которая вышла на мужской матч «Королевская битва», а в апреле в третий раз выиграла женское чемпионство и удерживала его в течение месяца. В октябре 2011 года Финикс впервые выиграла титул чемпиона WWE среди Див и потеряла его в апреле 2012 года. В октябре 2012 года Финикс закончила карьеру и покинула WWE из-за творческих разногласий по поводу отношения к женщинам в WWE, а также для того, чтобы сосредоточиться на семейной жизни с бойфрендом и впоследствии мужем Адамом Коуплендом, известным в WWE как Эдж, с которым впоследствии у неё родились две дочери.
В 2017 году Финикс вернулась в WWE после того, как её ввели в Зал славы WWE. Она является самым молодым на момент включения (36 лет) членом Зала славы WWE. Кроме того, она и её муж Эдж стали первой парой, вместе получившей эту награду. В 2019 году она также стала первой женщиной, введенной в Зал славы рестлинга имени Джорджа Трагоса/Лу Тесза — зала славы, посвященного рестлерам с борцовским прошлым.
После возвращения Финикс периодически участвовала в матчах, в частности, на WrestleMania 35; она также приняла участие в первом в истории женском матче «Королевская битва» в 2018 году, став первым рестлером, участвовавшим в мужском и женском матчах. C мая 2019 по декабрь 2021 года была постоянным комментатором NXT.

## Ранняя жизнь
Элизабет Коцански родилась в Элмайре, Нью-Йорк, и была воспитана родителями польского происхождения. Когда ей было одиннадцать лет, она выиграла конкурс раскрасок, призом в котором были билеты на телевизионную трансляцию World Wrestling Federation. Коцански считает, что именно тогда она влюбилась в рестлинг. Она называет Брета Харта, Сержанта Слотера, Оуэна Харта и Теда Дибиаси своими любимыми рестлерами. Коцански училась в средней школе в Элмайре, где играла в теннис и занималась легкой атлетикой. В выпускном классе она была признана королевой бала. Кочиански окончила колледж в Буффало, Нью-Йорк, получив степень бакалавра в области уголовного правосудия и связей с общественностью.

## Карьера в борьбе
Элизабет Коцански начала заниматься борьбой в школьной команде средней школы Нотр-Дам. Она стала первой женщиной-борцом в истории школы. В 1999 году она стала чемпионкой Северо-Востока по вольной борьбе среди женщин и в том же году победила на турнире штата Нью-Йорк. В то время она также была членом USA Wrestling, ассоциации вольной и греко-римской борьбы. По её словам, целью её жизни было стать рестлером, и она считала, что солидный любительский опыт поможет ей достичь этой цели.

## Личная жизнь
В 2001 году Бет вышла замуж за рестлера Джоуи Найта, но в 2010 году пара развелась.
С 2012 года Бет состоит в фактическом браке с рестлером Адамом Коуплендом (Эджем). У пары есть две дочери — Лирик Роуз Коупленд (род. 12 декабря 2013 года) и Руби Эва Коупленд (род. 31 мая 2016 года). Пара вступила в брак 30 октября 2016 года, на 43-й день рождения Адама.
9 ноября 2021 года Коупленд объявила, что её дебютный музыкальный альбом Stone Rose & Bone выйдет на всех основных платформах потокового вещания 12 ноября 2021 года.

## Любимые приёмы
- Завершающие приёмы
  - Beth Valley Driver[21] (Samoan driver) — независимые промоушены
  - Чоукбомб[1] — OVW
  - Delayed cradle suplex[1] — 2007—2008
  - Down in Flames (Michinoku driver II)[1] — 2006
  - Elevated double chickenwing[22] — 2007
  - Glam Slam[23] (Elevated double chickenwing wheelbarrow facebuster) — 2008-наст. время
- Коронные приёмы
  - Бекбрейкер[24]
  - Cloverleaf[1][25]
  - Милитари-пресс[1][25]
  - Ракетный дропкик[1][25]
  - Slingshot suplex[1]

## Прозвища
- «The Glamazon»[26]
- «The Total Package of Women’s Wrestling»[25]
- «The Über Diva»
- «The Fabulous Firebird»
- «The 21st Century Femme Fatale»

## Титулы и достижения

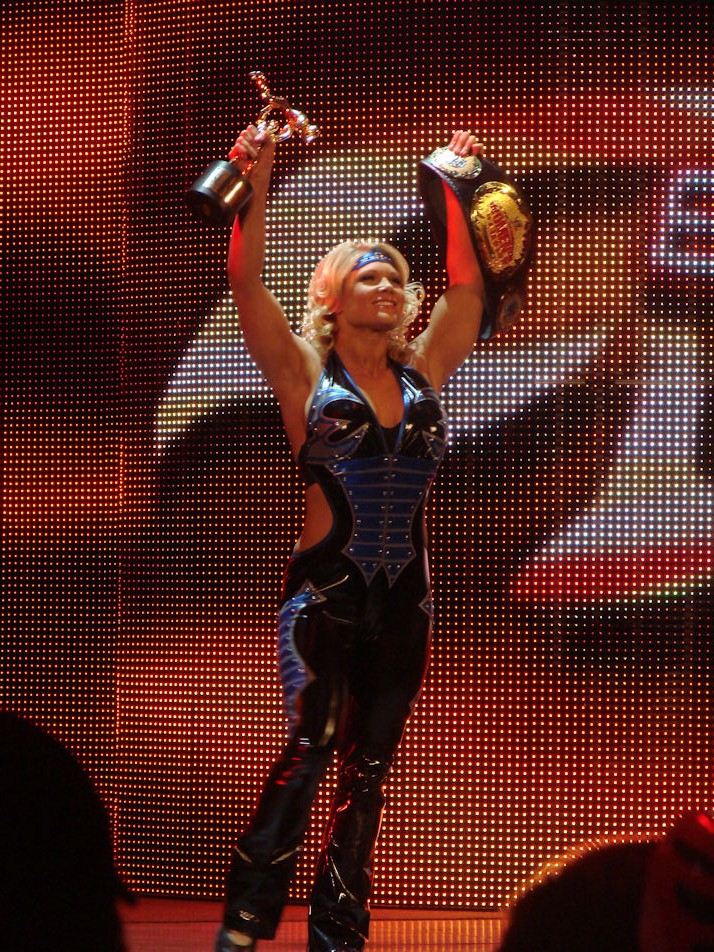
В 2008 году Финикс получила премию Slammy (в правой руке) и является трехкратной чемпионкой WWE среди женщин

### Борьба
- North-East Wrestling
  - Чемпионка среди женщин (весовая категория до 72 кг) (1999)
- New York State Fair
  - Чемпионка среди женщин (весовая категория до 72 кг) (1999)

### Рестлинг
- Cauliflower Alley Club
  - Награда в женском рестлинге (2015)[27]
- Far North Wrestling
  - Чемпион FNW в полутяжёлом весе (1 раз)
- GLORY Wrestling
  - Чемпион GLORY (1 раз)
- George Tragos/Lou Thesz Professional Wrestling Hall of Fame
  - Премия имени Фрэнка Готча (2015)[28]
  - С 2019 года[11]
- Ohio Valley Wrestling
  - Женский чемпион OVW (1 раз)[29]
- Pro Wrestling Illustrated
  - № 2 в списке 50 лучших девушек-рестлеров 2008[30] и 2012 годов[31]
- World Wrestling Entertainment
  - Женский чемпион WWE (3 раза)
  - Чемпион WWE среди Див (1 раз)
  - Награда Слэмми в номинации «Дива года» (2008)
  - Зал славы WWE (2017)
- The Wrestling Clothesline
  - № 3 в списке 50 лучших независимых девушек-рестлеров 2004 года